# Pirita (distrito)

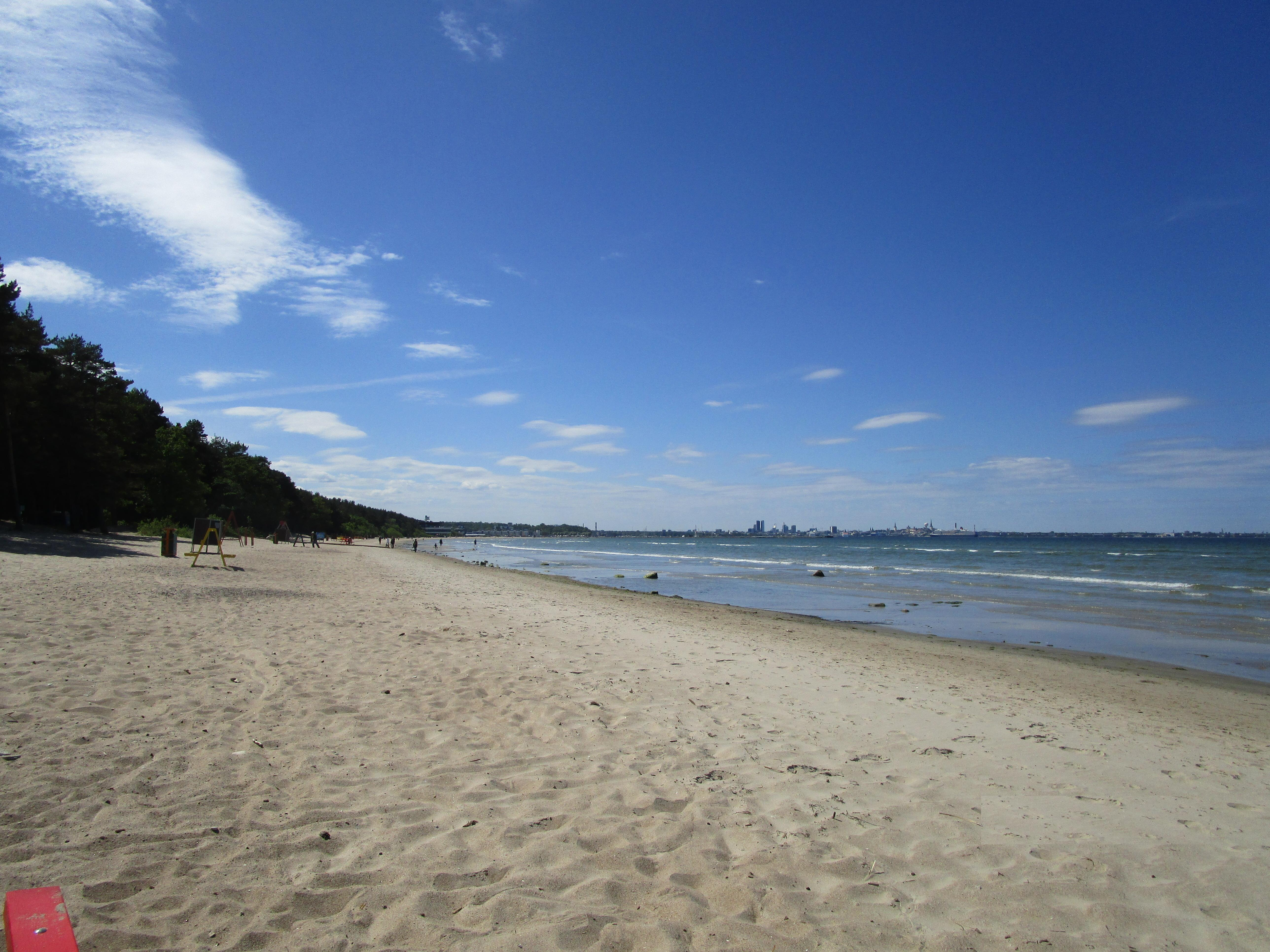
La playa de Pirita

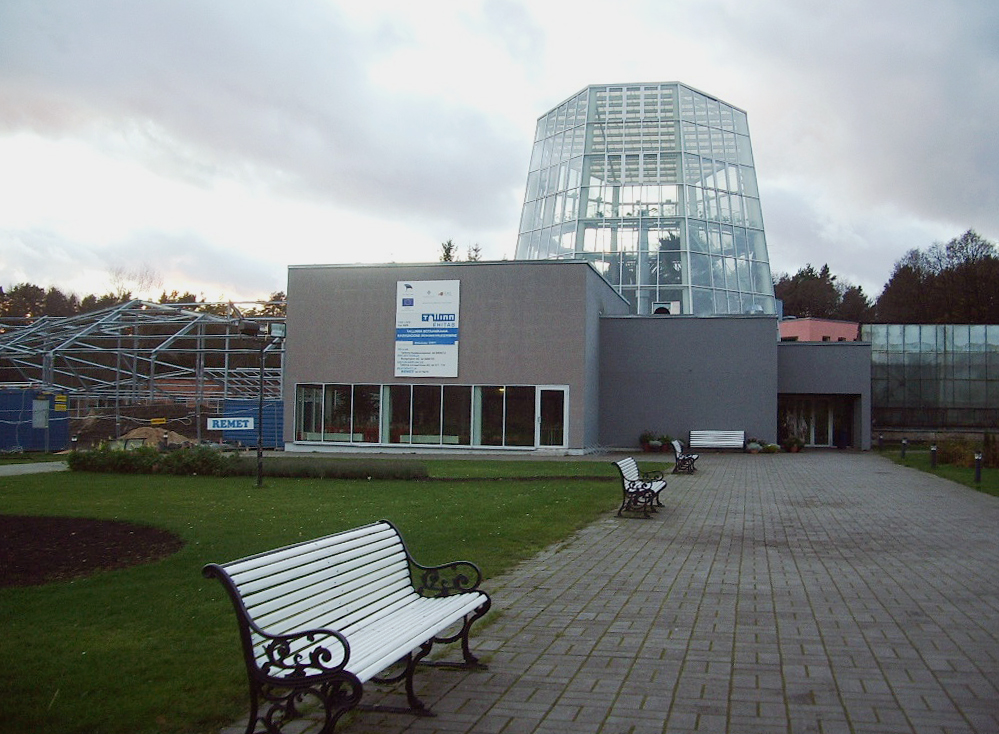
Paseo del Jardín Botánico de Tallin.

Pirita (en ruso Пирита; antiguamente en alemán (Sankt-) Brigitten) es uno de los ocho distritos (en estonio linnaosad) de la ciudad de Tallin, la capital de Estonia. Tenía 18.770 habitantes el 1 de septiembre de 2018  y cubre un área de 18,79 km². Es el distrito menos poblado de la ciudad y se compone principalmente de casas individuales habitadas en su mayoría por estonios étnicos.
Pirita es el distrito más nororiental de Tallin. Se encuentra a orillas de la bahía de Tallin y recibe su nombre del río Pirita, que lo atraviesa. La playa de Pirita, muy frecuentada en verano, es la más extensa de Tallin. Entre el patrimonio histórico del distrito destacan las ruinas del antiguo convento de Pirita, que data de la época medieval y estaba dedicado a Santa Brígida. Las competiciones de vela de los Juegos Olímpicos de Moscú 1980 se celebraron en el puerto deportivo de Pirita, construido a propósito para dicho acontecimiento.
Además de las ruinas del convento y la playa, Pirita también alberga una serie de equipamientos públicos, como la torre de televisión de Tallin, construida para la retransmisión de los Juegos, un velódromo, un campo de fútbol y el Jardín Botánico de Tallin, inaugurado en 1961.

## Barrios
Pirita se subdivide a su vez en nueve barrios (en estonio asumid): Iru, Kloostrimetsa, Kose, Laiaküla, Lepiku, Maarjamäe, Merivälja, Mähe y Pirita. En el barrio de Pirita se encuentran las ruinas del monasterio, el puerto deportivo y la playa.

## Historia
En 1349, Tallin, entonces llamado Reval, pasó a manos de la Orden Teutónica. En 1417, en la zona que ahora es Pirita, comenzó a construirse un convento dedicado a Santa Brígida. El monasterio, que se llamaba Sankt Brigittenkloster en alemán (en estonio Pirita klooster), se completó en 1436. En él residían monjes y monjas de la Orden Brigidina y estaba dirigido por una abadesa. En 1577, durante la Guerra de Livonia, el convento y la iglesia fueron incendiados y sus residentes expulsados. Desde entonces solo quedan sus ruinas.
Alrededor del convento surgió un pequeño asentamiento. En la zona existían varias fincas dispersas en el área, habitadas por grandes terratenientes en sus casas solariegas con sus siervos. Los siervos vivían todos juntos en casas modestas. Tras la abolición de la servidumbre en Estonia en 1819, los antiguos siervos generalmente continuaron en las fincas como trabajadores agrícolas, y con el tiempo sus asentamientos se convirtieron en pequeñas aldeas. Los barrios actuales de Pirita toman sus nombres de las antiguas fincas de la zona.
En el siglo XIX, se establecieron en el distrito varias fábricas e industrias. A orillas del mar, junto a la playa, surgieron las primeras dachas. Durante la independencia, en el periodo de entreguerras, algunas aldeas se expandieron de acuerdo con el concepto de ciudad jardín.
Tras la Segunda Guerra Mundial, el distrito siguió creciendo. La celebración de las competiciones de vela de los Juegos Olímpicos de Moscú 1980 dio un impulso a la zona con la construcción de un nuevo puerto deportivo (que continúa en uso). Algunos barrios, como Merivälja y Mähe, eran antiguos municipios independientes que fueron incorporados a Tallin después de la guerra.

## Lugares de interés
Pirita, ubicada al noreste de la bahía de Tallin, a orillas del Báltico, es muy frecuentada en verano por los estonios gracias a su amplia playa de arena. Ha desempeñado un papel importante en la historia de Estonia.

### Convento de Santa Brígida

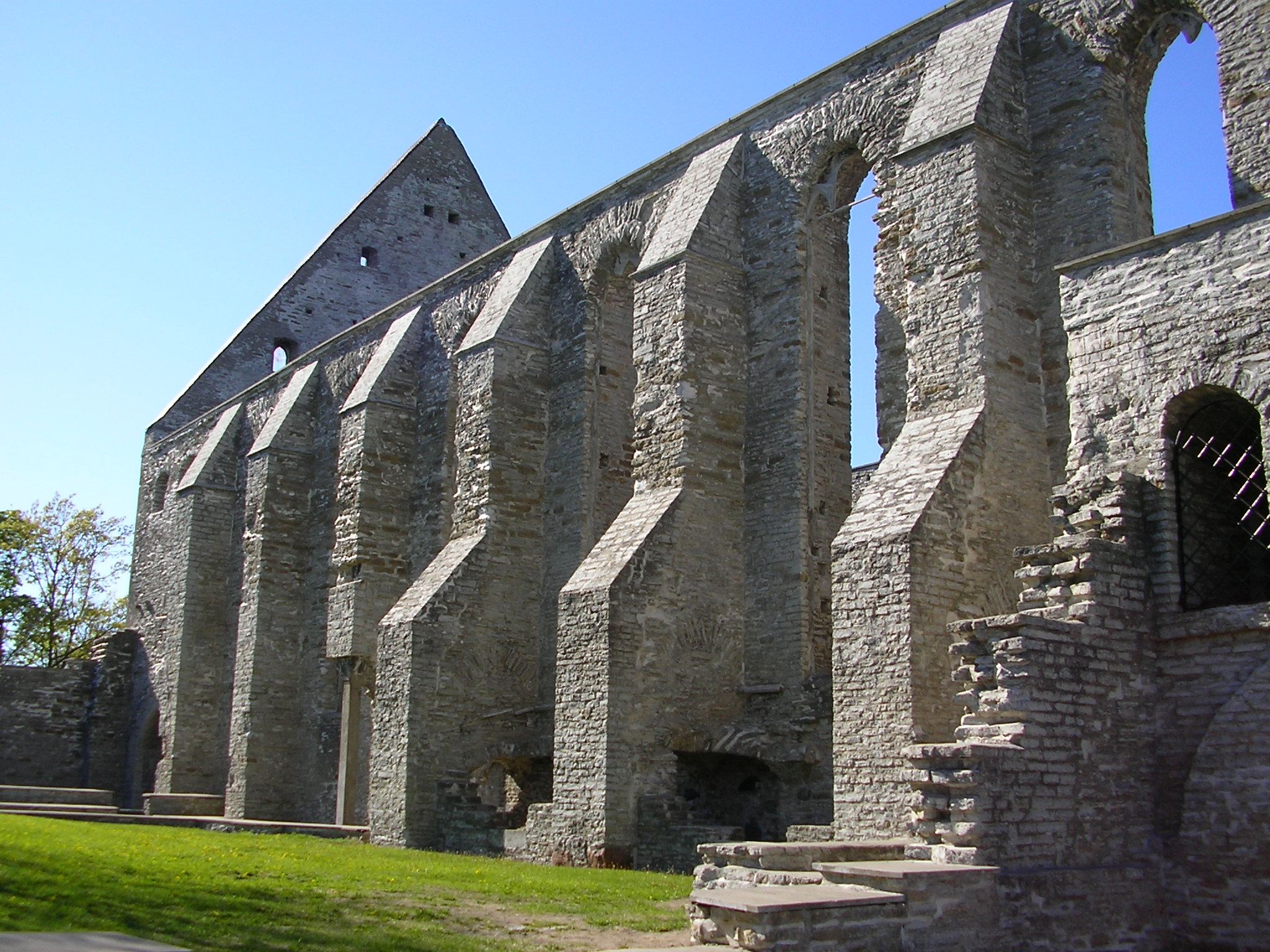
Ruinas del convento de Santa Brígida

A orillas del río Pirita, no lejos de la costa, se encuentran las ruinas del convento de la orden Brigidina de 1436. Del antiguo monasterio se han conservado las ruinas del tímpano o frontón gótico, de 35 metros de altura, y los muros perimetrales, así como muchas lápidas antiguas del cementerio.
En su apogeo fue el edificio religioso más grande del norte de Europa. Destruido durante la Guerra de Livonia en 1577, solo quedaron las ruinas. En el año 2001, en las inmediaciones del convento histórico, fue consagrado un nuevo convento de arquitectura moderna, construido con la piedra caliza de color gris amarillento típica de la región, en el que vive una pequeña comunidad brigidina.
Desde 2005, el monasterio es la sede del festival anual de música Birgitta Festival, cuyo director artístico es el director de orquesta estonio Eri Klas.

### Auditorio

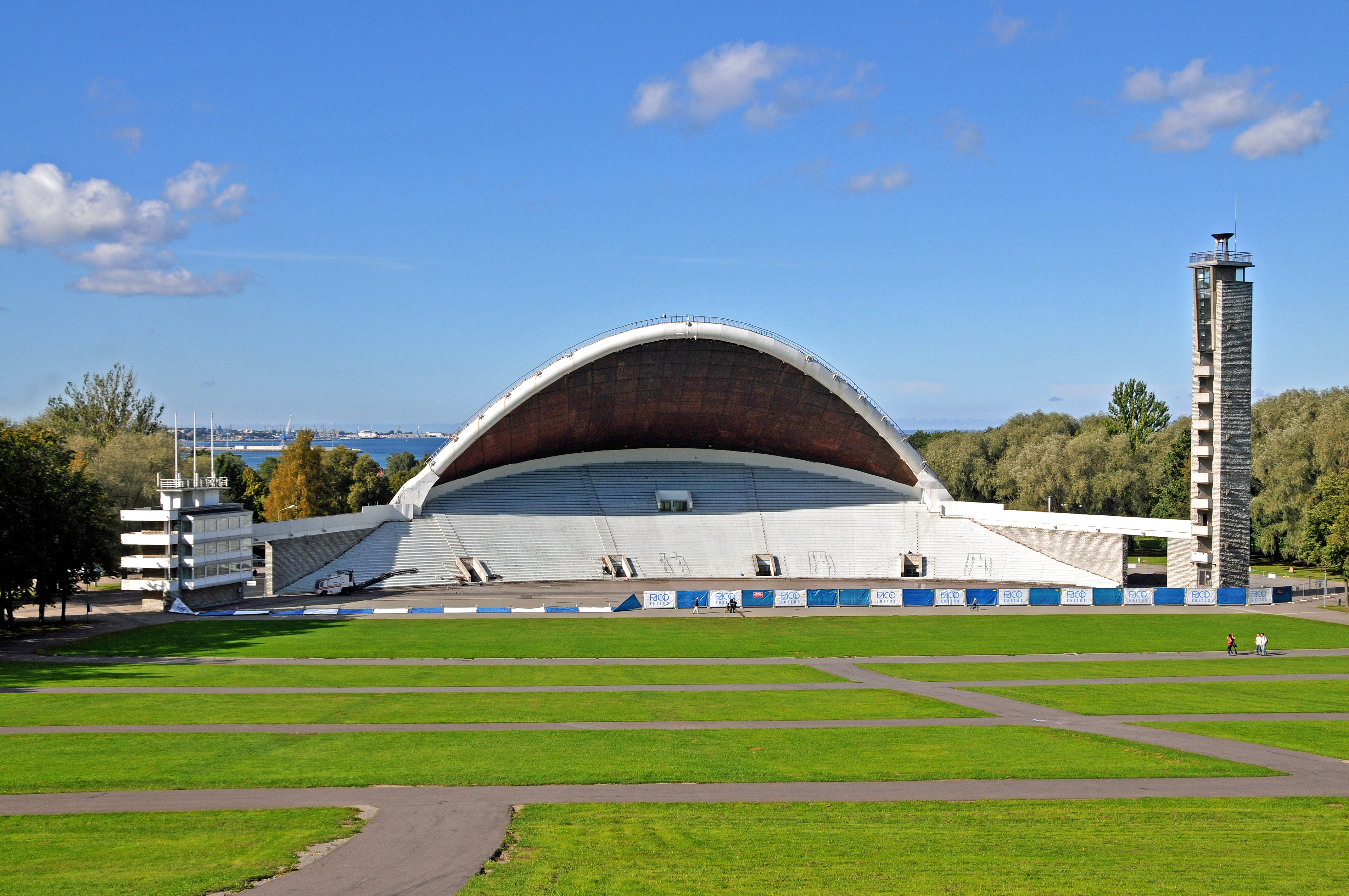
Auditorio del Festival de la Canción de Estonia

Al suroeste de Pirita se encuentra otro monumento cultural de Estonia, el Auditorio del Festival de la Canción de Estonia (en estonio Lauluväljak), que acoge cada cinco años el Festival de la Canción de Estonia con el objetivo de divulgar y mantener viva la música y la cultura en idioma estonio. El auditorio actual, diseñado por el arquitecto Henno Sepmann junto con Alar Kotli y Endel Paalmann, data de 1959 y es un ejemplo de arquitectura modernista estonia.
La tradición del canto como forma de rebelión y como reivindicación patriótica ha ayudado a los estonios a asegurar su identidad nacional y cultural. En 1988, durante el Festival de la Canción, decenas de miles de estonios cantaron himnos y canciones patrióticas, algunas de ellas prohibidas por las autoridades soviéticas. La recuperación de la soberanía de los Estados bálticos ha pasado a la historia con el nombre de Revolución Cantada.

### Maarjamäe

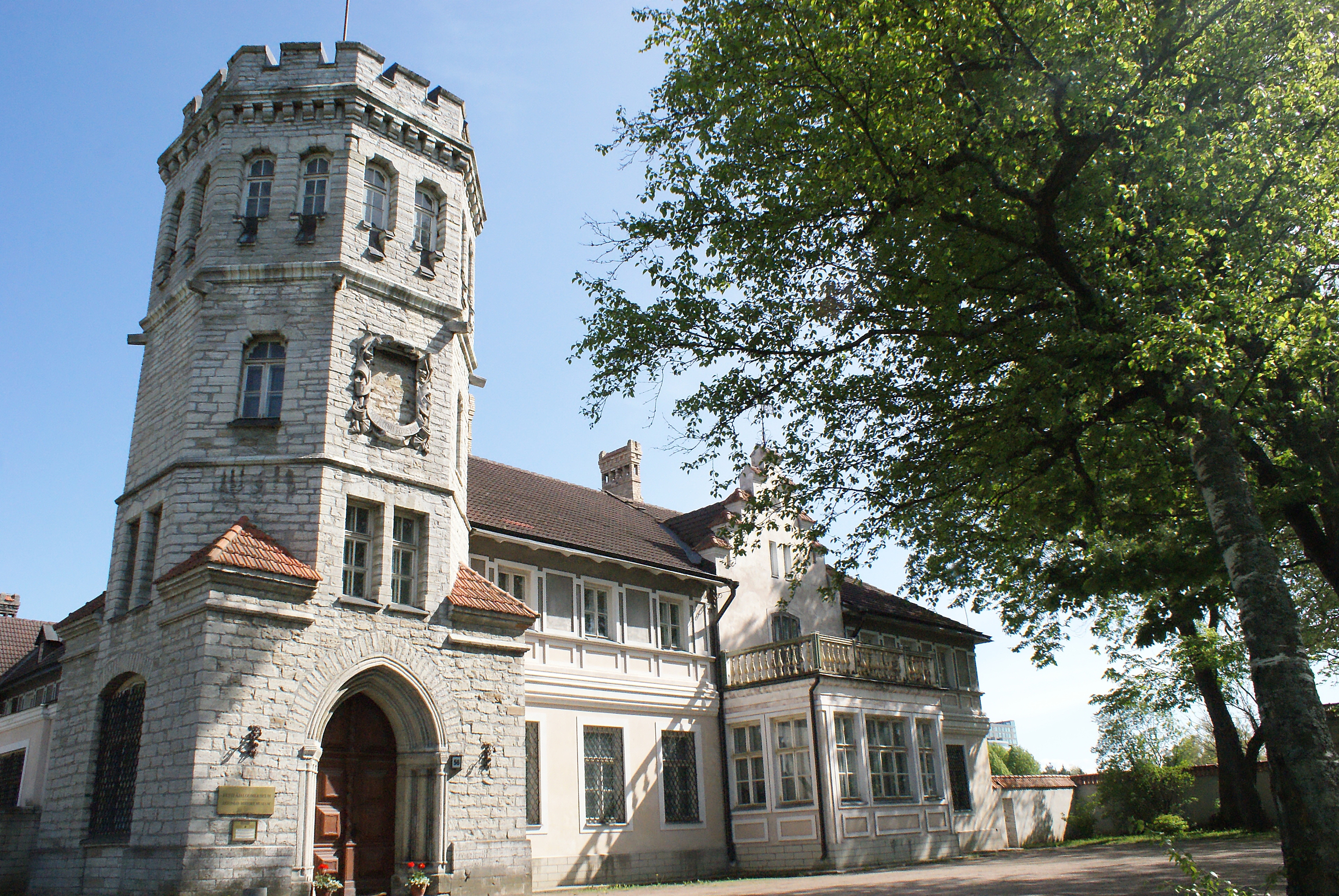
Castillo de Maarjamäe, hoy reconvertido en museo de historia

Al suroeste de Pirita se encuentra el castillo de Maarjamäe (en alemán Marienberg), una antigua casa solariega que perteneció a la familia noble rusa Davydov-Orlov. Hoy alberga un museo con exposiciones sobre la historia de Estonia, desde el período germano-báltico hasta el estalinismo. Cerca hay un cementerio militar soviético y otro alemán.

### Cementerio de Metsakalmistu
En el "Cementerio del Bosque" (Metsakalmistu) yacen los restos de muchos estonios célebres, como los expresidentes Konstantin Päts, Johannes Vares y Lennart Meri, el compositor Heino Eller, la poetisa Lydia Koidula y el ajedrecista Paul Keres.

## Demografía
El 76,1% de los habitantes del distrito tiene como lengua materna el estonio, el 18,0% el ruso, el 1,7% el ucraniano, el 0,7% el bielorruso y el 0,7% el finés. En Estonia, el origen étnico no coincide con la nacionalidad. El 90,2% de la población de Pirita tiene ciudadanía estonia y el 3,3% rusa. El 1,8% es apátrida y el 0,8% tiene nacionalidad finlandesa (cifras de enero de 2017).

## Naturaleza

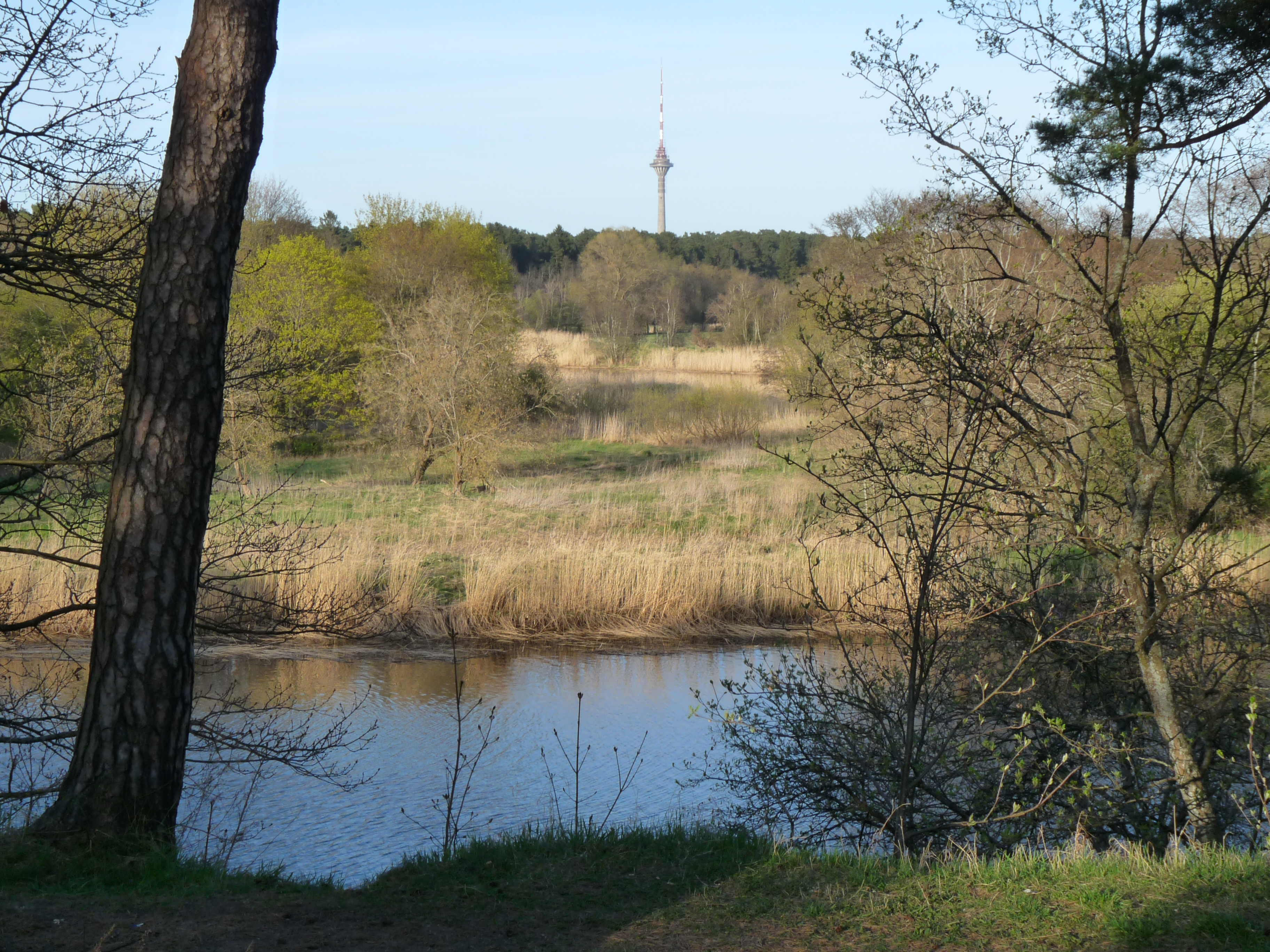
Un bosque en Pirita (al fondo puede verse la Torre de televisión de Tallin)

El río Pirita cruza el distrito y desemboca en el mar Báltico. En sus últimos kilómetros, atraviesa un área natural protegida (en estonio Pirita jõeoru maastikukaitseala).